# Stanisław Kurżej
Stanisław Pawłowicz Kurżej (ros. Станислав Павлович Куржей, ur. 31 maja 1924 we wsi Szaróweczka w rejonie chmielnickim, zm. 13 czerwca 2014 w Jekybastuzie) – dyrektor generalny radzieckiego Zjednoczenia Produkcyjnego "Jekybastuzugol", Bohater Pracy Socjalistycznej (1980).

## Życiorys
Był polskiej narodowości. W 1936 wraz z rodziną i wieloma innymi rodzinami został wysiedlony i wywieziony do północnego Kazachstanu, po czym mieszkał z rodziną we wsi Biełojarskoje. W 1937 jego ojciec został aresztowany podczas operacji polskiej NKWD i ślad po nim zaginął. Po ataku Niemiec na ZSRR zgłosił się ochotniczo do armii, jednak nie został przyjęty i zamiast tego otrzymał skierowanie do pracy w kopalni w Karagandzie, gdzie pracował przez 3 lata. Później na własną prośbę przeszedł kurs operatora koparki, później pracował jako kopacz, następnie uczył się w technikum górniczym w Karagandzie, po ukończeniu którego w 1947 zaczął pełnić funkcje kierownicze w kopalni węgla. W 1957 ukończył wyższe kursy inżynieryjne przy Tomskim Instytucie Politechnicznym i został inżynierem górniczym w truście węglowym "Irtyszugol", pracował w nowo założonym mieście Jekybastuzie. 30 listopada 1970 został dyrektorem zreorganizowanego przedsiębiorstwa węglowego będącego największą kopalną węgla na świecie, a w 1976 dyrektorem generalnym Zjednoczenia Produkcyjnego "Jekybastuzugol" zajmującego pierwsze miejsce wśród przedsiębiorstw Ministerstwa Przemysłu Węglowego ZSRR. Pod jego dyrekcją oddawano tam do użytku coraz większe i wydajniejsze koparki, dzięki czemu kopalnia biła kolejne rekordy wydobycia węgla w ZSRR; do grudnia 1979 wydobycie węgla osiągnęło 50 mln ton rocznie. W czerwcu 1980 wydobyto tam 600-milionową tonę węgla, a we wrześniu 1984 900-milionową tonę. Wydobywany w Jekybastuzie węgiel był najtańszy w wydobyciu w ZSRR (gdy średni koszt wydobycia tony węgla w ZSRR w 1988 wynosił 1,97 rubla, to w kopalni w Jekybastuzie 0,53 rubla). W 1988 przeszedł na emeryturę, później prowadził działalność społeczną jako przewodniczący rady konsultacyjnej przy akimie Jekybastuza. Kilkakrotnie był wybierany deputowanym, w tym w latach 1985-1989 był deputowanym do Rady Najwyższej Kazachskiej SRR. W 1994 otrzymał honorowe obywatelstwo Jekybastuza. W nocy na 13 czerwca 2014 został zamordowany podczas bandyckiego napadu na jego dom.

## Odznaczenia i nagrody
- Medal Sierp i Młot Bohatera Pracy Socjalistycznej (29 sierpnia 1980)
- Order Lenina (dwukrotnie)
- Order Czerwonego Sztandaru Pracy
- Order Sztandaru Pracy (NRD)
- Order Przyjaźni II klasy (Kazachstan)
- Nagroda Państwowa ZSRR (1978)